# 히가시히에역
히가시히에역(일본어: 東比恵駅)은 일본 후쿠오카현 후쿠오카시 하카타구 히가시히에 2초메에 소재하는 후쿠오카 시 교통국 지하철 공항선의 역이다. 역 번호는 K12.
역의 심벌 마크는 후쿠오카 시 출신의 그래픽 디자이너, 니시지마 이사오가 디자인한 것으로 히에 유적을 딴 히라가나 "ひ"자의 글자를 토기에 묘사한 것이다. 또 "ひ"자의 양쪽 끝 각각의 원은 각각 하카타와 후쿠오카 공항을 나타내고 있다.

## 역 구조
섬식 승강장 1면 2선의 승강장을 갖는 지하역이다. 대합실이 지하 1층, 승강장이 지하 2층에 위치한다. 출입구는 7곳으로, 지상으로 연결되는 엘리베이터는 5번 출입구, 에스컬레이터는 3번 출입구에 설치되어 있다.

### 승강장
| 1 | ■공항선           | 후쿠오카 공항 방면                                    |
| 2 | ■공항선·지쿠히 선 | 하카타・덴진・메이노하마・지쿠젠마에바루・가라쓰 방면 |

## 이용 상황
2014년도의 1일 평균 승차 인원은 9,533명이다.
최근의 1일 평균 승차 인원의 추이는 아래 표와 같다.
| 연도   | 1일 평균 승차 인원 |
| ------ | ------------------ |
| 2001년 | 6,411              |
| 2002년 | 6,254              |
| 2003년 | 6,369              |
| 2004년 | 6,348              |
| 2005년 | 6,316              |
| 2006년 | 6,873              |
| 2007년 | 7,316              |
| 2008년 | 7,629              |
| 2009년 | 8,177              |
| 2010년 | 8,267              |
| 2011년 | 8,647              |
| 2012년 | 8,827              |
| 2013년 | 9,231              |
| 2014년 | 9,533              |

## 역 주변
하카타역과 후쿠오카 공항의 중간 지점에 위치한다. 역은 히가시히에 교차점 부근의 백년다리대로 하부에 설치되었다. 히가시히에 교차로를 끼고 북서쪽과 북동쪽으로 국도 제3호선, 남동쪽에는 옛 국도 제3호선의 현도 제112호선, 남서쪽에는 현도 제555호선이 지난다. 지하철 선로는 북동쪽에서 남서쪽으로 통하는 국도 제3호선과 현도 제555호선의 아래로 지나고 있다.
- 서일본 시티은행
- 어플라이드 본사
- 하카타 연금 사무소
- 하카타 시민 센터
- 산노 공원
- 하카타 체육관
- 후쿠오카 공항 국제선 터미널

## 인접역
| 후쿠오카 시 지하철 ■ 공항선 | 후쿠오카 시 지하철 ■ 공항선 | 후쿠오카 시 지하철 ■ 공항선          |
| --------------------------- | --------------------------- | ------------------------------------ |
| K11 하카타 메이노하마 방면  |                             | 후쿠오카 공항 K13 후쿠오카 공항 방면 |